# Foot de boue

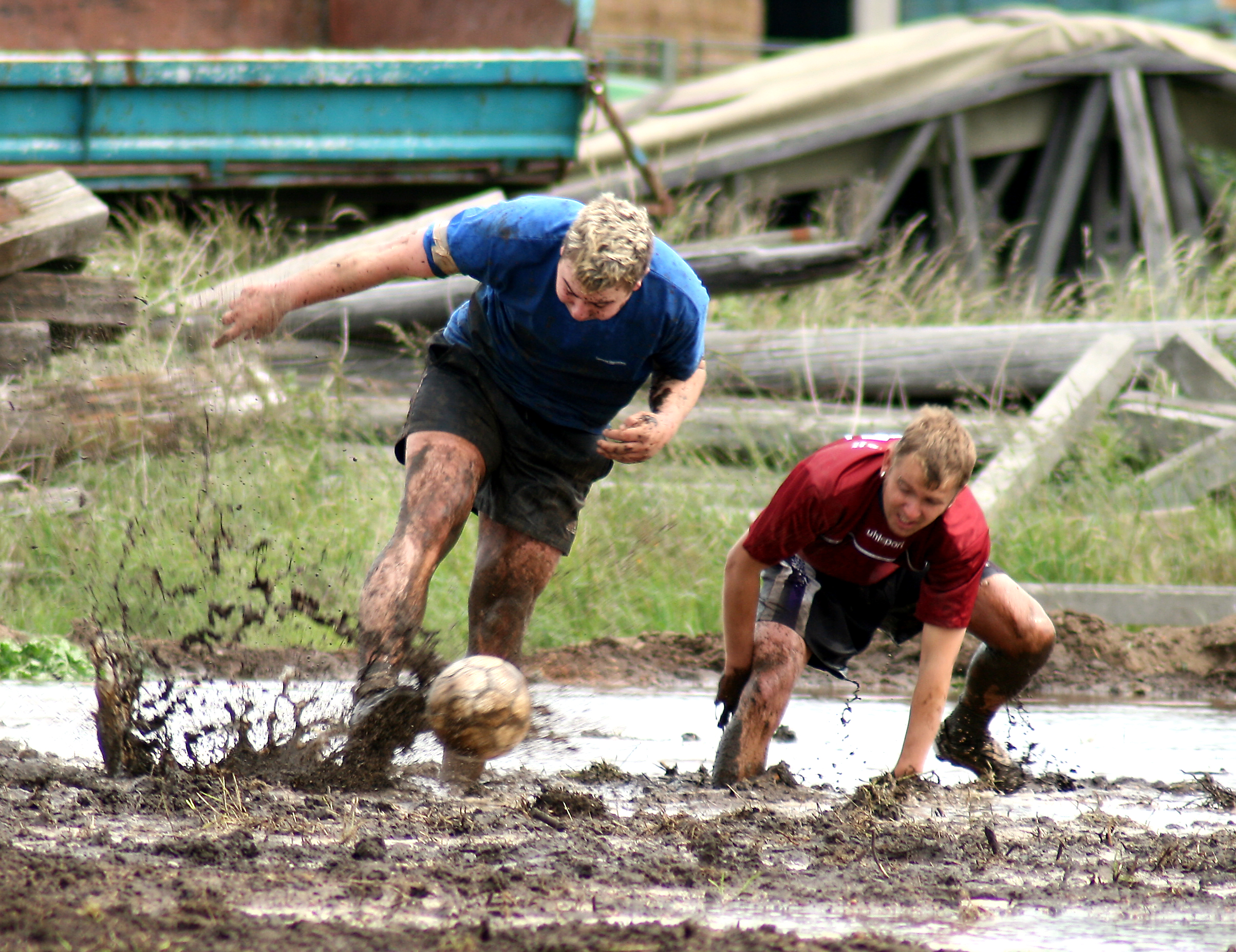
Foot de boue

Le foot de boue (en anglais : swamp soccer) est un sport d'équipe inspiré du football, qui se pratique dans la boue. L'organisme gérant les tournois de foot de boue dans le monde entier est Swamp Soccer UK Ltd (une société britannique basée à Glasgow en Écosse, dirigée par Stewart Miller).

## Règles
Outre le fait que l'environnement diffère du football classique, les règles du foot de boue ne sont pas exactement les mêmes que celles du football.
Le nombre de joueurs, par exemple, n'est pas de 11 mais de 6 par équipe. Les matches durent 24 minutes (deux mi-temps de 12 minutes).
Par ailleurs, les équipes peuvent être mixtes.
Il est permis de faire tomber son adversaire. Par contre, en cas de coup douloureux, le fautif doit embrasser la partie endolorie du joueur blessé, et continuer à jouer une minute avec un sac sur la tête.

## Compétitions
Une finale a lieu chaque année. 
La coupe du monde a eu lieu en Écosse en 2013. C’est l’équipe russe du Penza Center qui l’a emporté chez les hommes, et les norvégiens du Hockering FC en équipe mixte.
En 2016, la coupe du monde a lieu en Turquie.

### Vidéographie
- [vidéo] Islande, fous de foot de boue, de Herbert Svenbjornson, dans 360° - Géo, 2016, 43 min [présentation en ligne] ; diffusé le 5 novembre 2016 sur Arte